# معیارالاشعار
معیارالاشعار کتابی است نوشتهٔ خواجه نصیرالدین طوسی در قرن هفتم هجری قمری که به شعر، هدف آن، علم عروض و قافیهٔ شعر وزن شعر فارسی و عربی می‌پردازد. نویسنده در آن نظریات دقیق و عالمانه‌ای ارائه کرده‌است.
باری نسخه عکسی این کتاب توسط محمد فشارکی و جمشید مظاهری منتشر شد. بعدها (۱۳۸۹) تصحیح کامل این کتاب به همراه میزان الافکار توسط انتشارات میراث مکتوب و به تصحیح محمد فشارکی انتشار یافت.